# 黃祉謙
黃祉謙（1994年4月8日—），香港职业壁球运动员。2017年4月，世界排名最高79位。
2019年，他於開恩茲壁球賽獲得冠軍。
2025年7月世界排名為121位。